# Crinum asiaticum
Espèce
Classification APG III (2009)
Crinum asiaticum est une espèce de plantes de la famille des Amaryllidaceae. C'est un bulbe pérenne produisant une ombelle de grandes fleurs voyantes.
On la trouve en Chine, à Hong Kong, en Inde, aux îles Ryukyu et au Japon.
Aussi appelée lys araignée, grand crinum ou crinum lys, c'est une espèce largement plantée dans de nombreuses régions chaudes comme plante ornementale. Crinum est un nom générique dérivé du grec : Krinon = "lys".

## Description

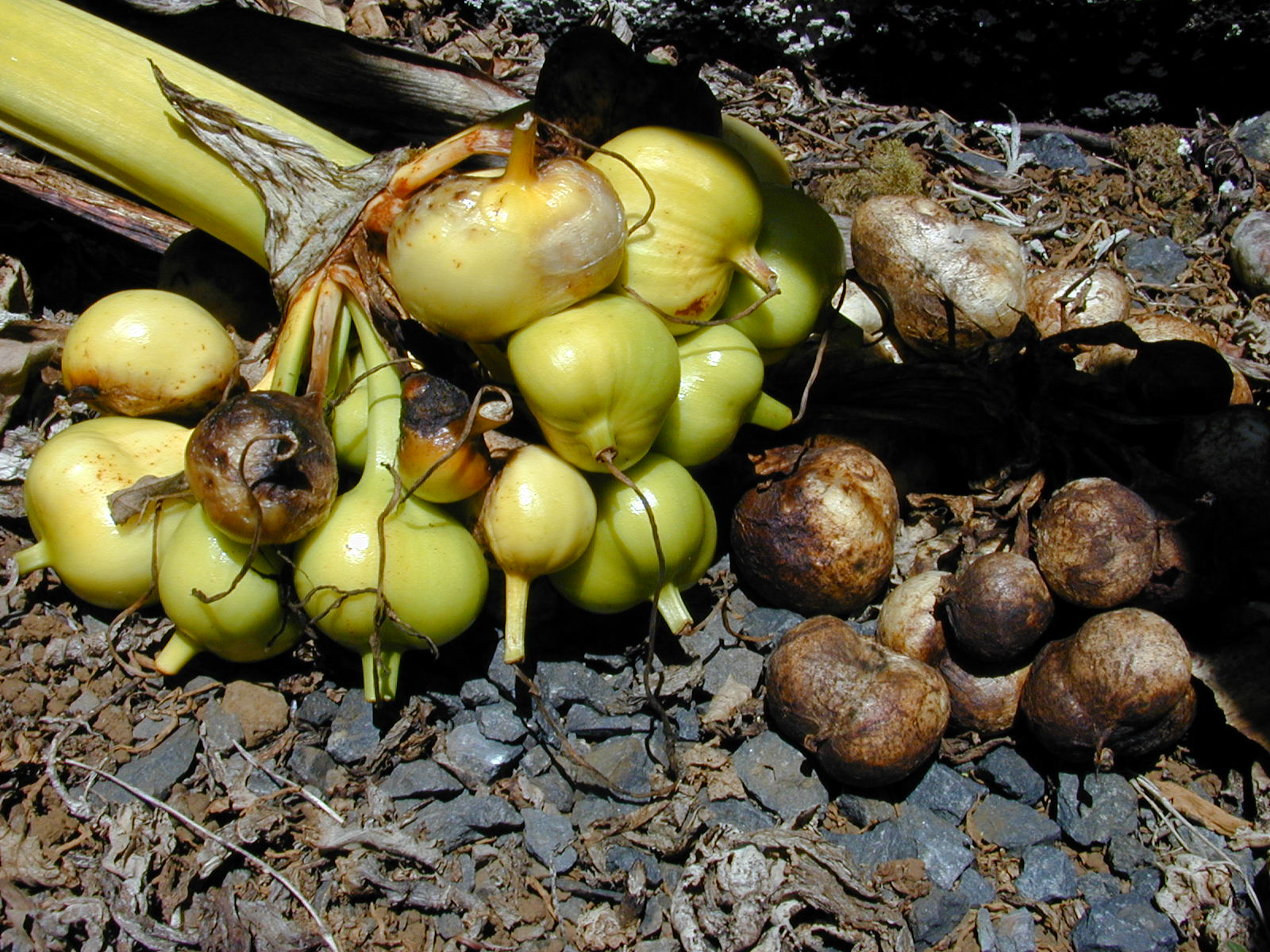
Les fleurs du crinum asiaticum donnent de gros fruits ressemblant à de grosses gousses d'ail.

Crinum asiaticum mesure jusqu'à 2 m de haut. Il présente un gros bulbe de 10 à 12 cm de diamètre, muni d'un goulot de 15–20 cm de long. Il peut peser jusqu'à 10 kg.
Les feuilles en rosette sont nombreuses et mesurent de 30 150 cm sur 4 à 20 cm.
Les fleurs sont pédiculées, blanc, 7 à 10 cm de long avec des segments oblongs linéaire de 5–7 cm. Les étamines sont rouges, avec des anthères jaunes. Les fleurs sont disposées en ombelles, au bout d'une longue hampe. Il fleurit en été.
Les fleurs donnent de gros fruits ressemblant à de grosses gousses d'ail.

## Culture

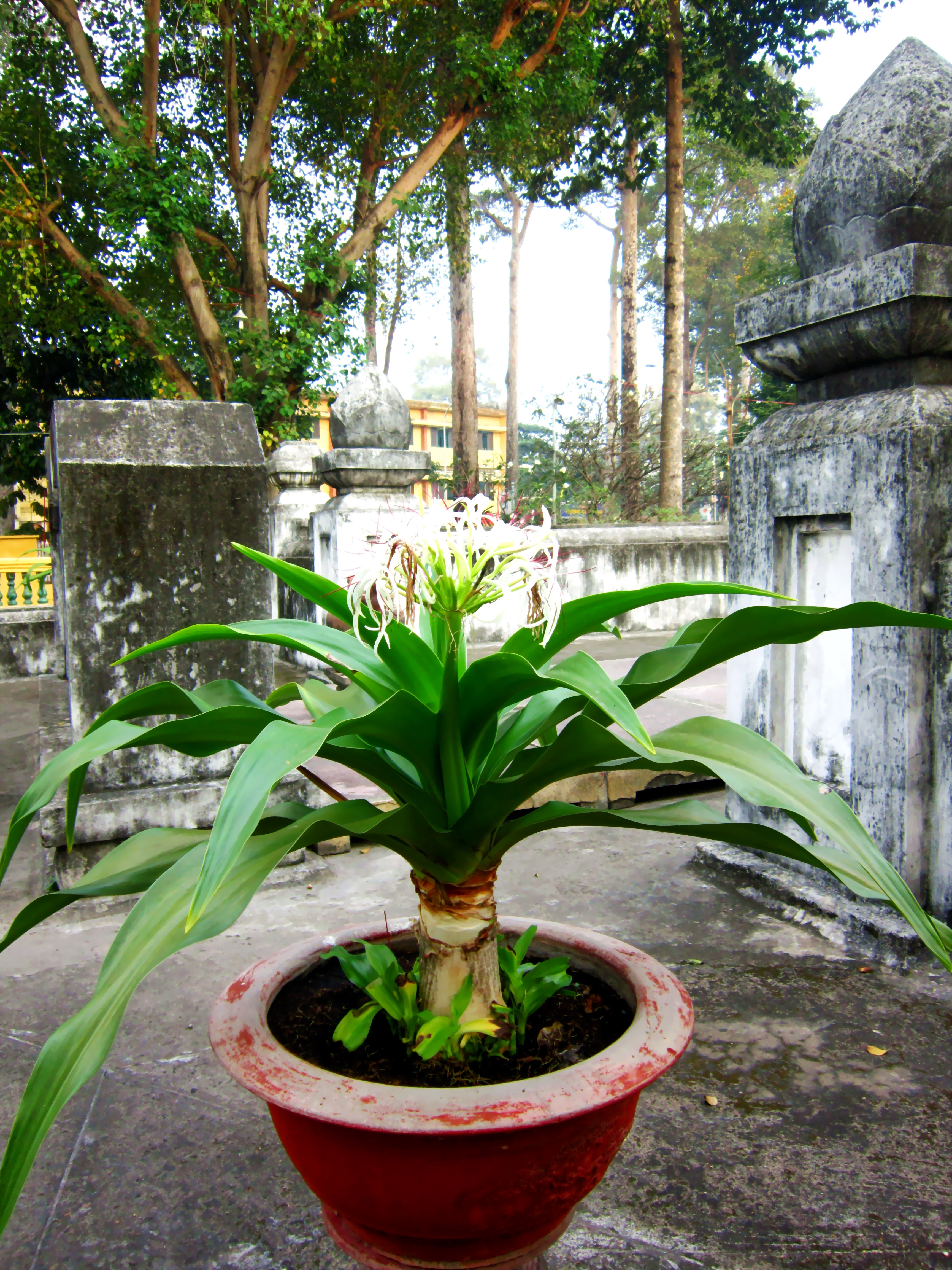
Le crinum se cultive en pot dans les régions fraîches.

Le grand crinum est peu rustique et ne supporte pas les températures inférieures à -5 °C. Dans les climats froids, la culture en pot, à l'intérieur ou en serre en hiver et à l'extérieur dans les mois les plus chauds, est conseillée. À cet effet, un mélange de tourbe et de sable peut être utilisé comme substrat en fertilisant régulièrement.
Les bulbes sont plantés au printemps à 25–30 cm de profondeur dans un sol bien drainé, humide et fertile, dans un emplacement ensoleillé et, si possible, à l'abri du vent.
La multiplication se fait au printemps par la division des petits bulbes qui poussent à côté du bulbe principal. On peut également semer des graines, mais elles ne fleuriront qu'au bout de 5 ans.

## Propriétés
Les bulbes de Crinum asiaticum contiennent un inhibiteur de l'acétylcholinestérase appelé ungeremina qui peut convenir comme traitement contre la maladie d'Alzheimer. L'ungeremina a également été isolé à partir de Nerine bowdenii, Ungernia spiralis, Zephyranthes flava, Ungernia minor, Crinum augustum, Pancratium maritimum et Hippeastrum solandriflorum.

## Toxicité
Toutes les parties de la plante sont toxiques en cas d'ingestion. Une exposition à la sève peut causer une irritation de la peau.